# One Raceway
Der One Raceway (früher: Wakefield Park Raceway) ist eine Motorsport-Rennstrecke bei Goulburn in Australien. Sie liegt etwa 10 km südwestlich von Goulburn und circa 160 km südwestlich von Sidney und war in der Vergangenheit mehrfache Austragungsstätte der Australischen Supercar Meisterschaft.

## Geschichte

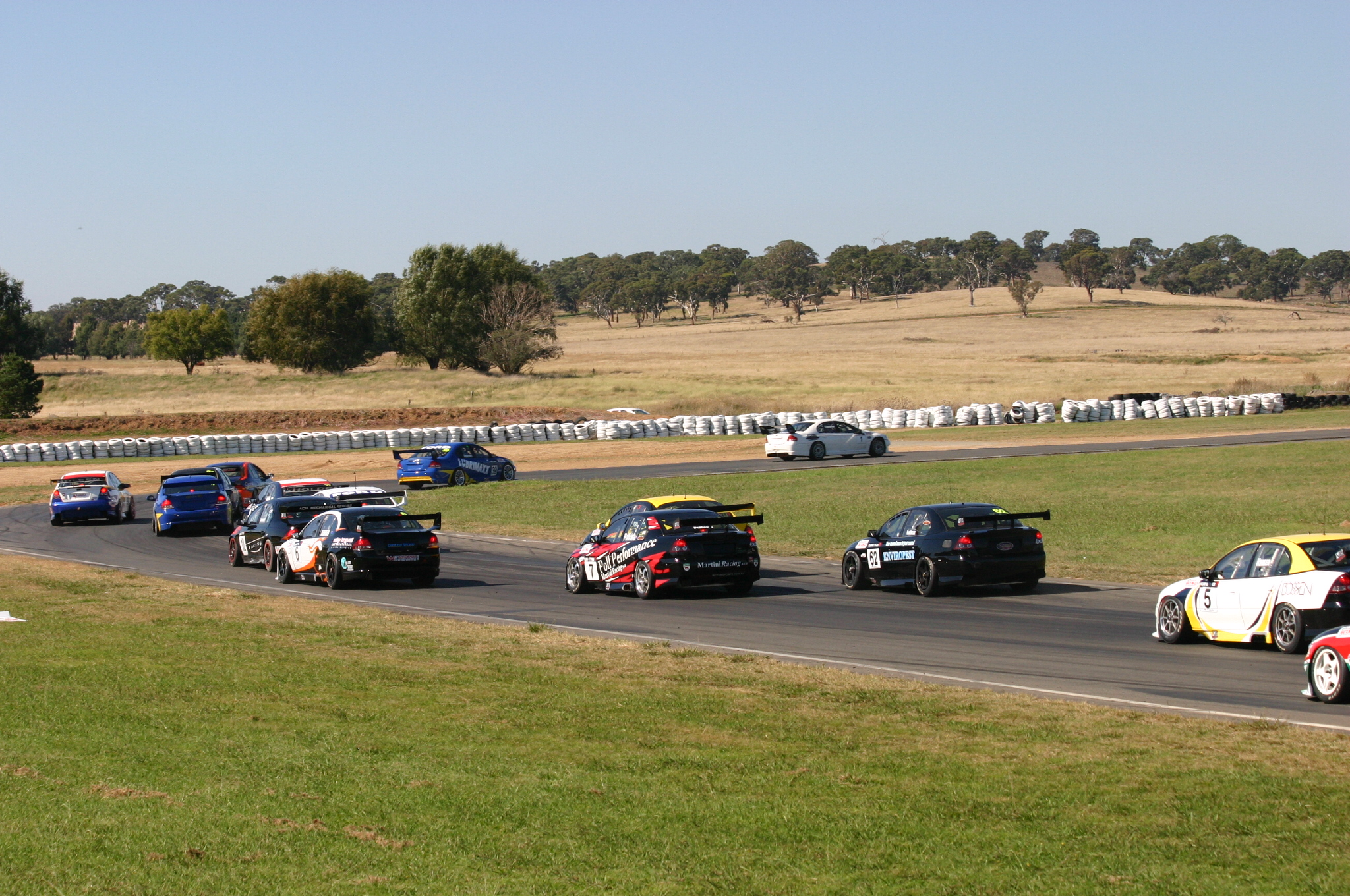
Rennen auf dem Wakefield Park Raceway 2011

Der Kurs entstand in der Mitte der 1990er-Jahre aus der Idee eines ehemaligen Rennfahrers, der einen Austragungsort für historische Rennen bauen wollte. Mit der Stilllegung verschiedener größerer Kurse wie dem Oran Park Raceway war die Nachfrage nach einer neuen Anlage in der Region erhöht, worauf die Bauarbeiten 1993 begannen. Ein Jahr später wurde diese offiziell eröffnet.
2000 wurde die Strecke erstmals verkauft und neu asphaltiert. Mit den Verbesserungen wurden ab dem Folgejahr Rennen der V8 Supercars jährlich ausgetragen. Der Benalla Auto Club erwarb die Anlage im Jahr 2007 und ließ sie erneut renovieren, was zu schnelleren Rundenzeiten führte.
Verschiedene Pläne, den Kurs um neue Gebäude zu erweitern, kamen 2020 auf und wurden vom Stadtrat 2021 bestätigt, jedoch mit der Bedingung, die Lärmbelästigung drastisch zu reduzieren. Laut den Vorgaben sollte die Strecke dabei maximal 30 Tage im Jahr 95 Dezibel erreichen, was die Eigentümer als großes Problem für die Nutzung des Kurses sahen. Der Fall ging 2022 vor Gericht, wobei das Urteil der Stadtregierung recht gab. Die Strecke beendete als Folge dessen im Herbst des Jahres vorläufig den Betrieb.
Als Reaktion auf die Schließung forderten verschiedene Gruppen eine Wiederbelebung der Strecke und legten der Regierung eine Petition dazu vor. Im Jahr 2023 wurde die Strecke erneut verkauft und kurz darauf wurden Pläne, sie neu zu eröffnen, geschmiedet. Die Stadtregierung investierte 5 Millionen Dollar um den Kurs, mit geringerer Lärmbelästigung, wieder zu nutzen. 
Unter dem neuen Namen „One Raceway“ ist die Strecke seitdem Teil verschiedener Rennserien, wie der TCR Australien und der Aussie Racing Cars. 

## Die Strecke
Die Strecke führt im ersten Abschnitt steil bergauf und danach steil bergab, was sie zu einer Herausforderung für viele Fahrer macht. Neben dem Hauptkurs kann der Kurs in kürzeren Varianten gefahren werden.